# Ivica
Ivica je křestní jméno slovanského původu, četné zejména v zemích bývalé Jugoslávie, obzvláště pak v Chorvatsku. Jde o chorvatskou domáckou variantu křestního jména Ivan, popřípadě Jan, která se postupně osamostatnila. Podle chorvatského kalendáře slaví svátek 27. prosince.
Ivica je ve většině případů mužské jméno, avšak ve Slovinsku je častější u žen.

## Počet nositelů
K roku 2014 žilo na světě přibližně 68 304 nositelů jména Ivica, z toho více než 58 % v Chorvatsku, kde je osmým nejčastějším jménem.
| Stát                | Četnost | Pořadí |
| ------------------- | ------- | ------ |
| Chorvatsko          | 39 876  | 8.     |
| Srbsko              | 11 199  | 145.   |
| Bosna a Hercegovina | 7 563   | 103.   |
| Slovinsko           | 1 860   | 296.   |
| Severní Makedonie   | 1 515   | 300.   |
| Kosovo              | 399     | 848.   |
| Černá Hora          | 297     | 405.   |

## Vývoj popularity
V dnešní době je jméno Ivica již mezi chorvatskými novorozenci poměrně vzácné. Největší popularitu mělo mezi druhou polovinou 40. let a první polovinou 80. let 20. století. Nejpopulárnější bylo v roce 1967, kdy jej získalo 3,1 % novorozenců. Od roku 1977 začala popularita rychle klesat, v roce 2013 činila pouze 0,03 %.

## Významné osobnosti
- Ivica Beck – srbský fotbalový útočník
- Ivica Dačić – srbský politik
- Ivica Horvat – chorvatský fotbalista a trenér
- Ivica Kostelić – chorvatský lyžař
- Ivica Križanac – chorvatský fotbalista
- Ivica Olić – chorvatský fotbalista
- Ivica Osim – bosenský fotbalista a trenér
- Ivica Račan – chorvatský politik
- Ivica Šurjak - chorvatský fotbalista
- Ivica Vastić – chorvatský fotbalista chorvatského původu
- Ivica Vrdoljak – chorvatský fotbalista